# Dolomedes clercki
Dolomedes clercki är en spindelart som beskrevs av Simon 1937. Dolomedes clercki ingår i släktet Dolomedes och familjen vårdnätsspindlar. Inga underarter finns listade i Catalogue of Life.